# 日本眼科手術学会
公益社団法人日本眼科手術学会（にほんがんかしゅじゅつがっかい、英文名 Japanese Society of Ophthalmic Surgery ）は、眼科手術に関連した臨床的・基礎的研究の発展と知識の普及を図るため設立された学会。1970年に発足した眼科顕微鏡手術の会を発展させ、1978年に創立。
事務局を東京都豊島区池袋2-17-2に置いている。

## 活動
学術集会・総会の開催、学会誌の発行など。

## 学会誌
- 『季刊眼科手術』　年4回